# Kastalia

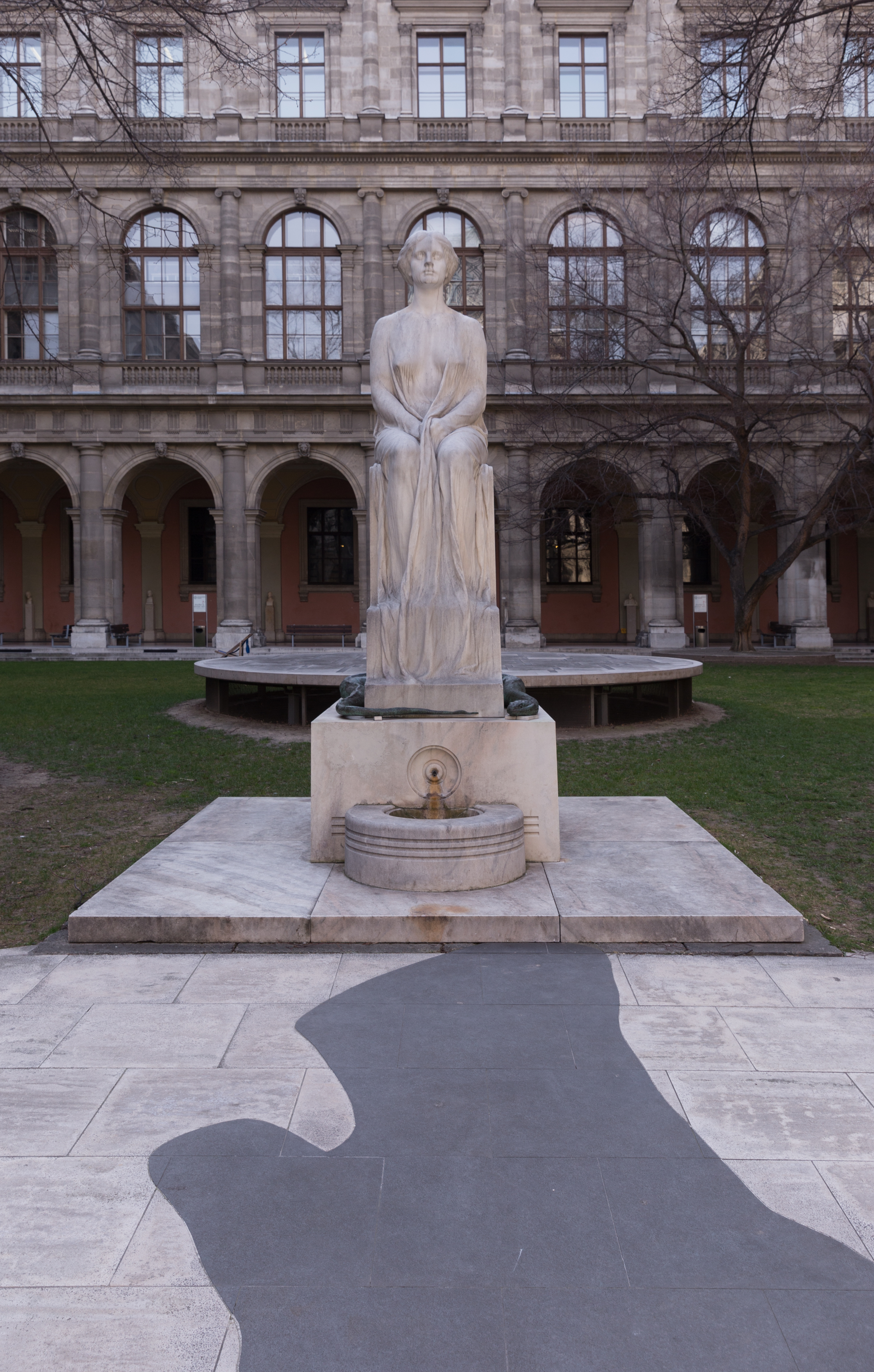
Kastaliabrunnen im Arkadenhof der Universität Wien, Edmund Hellmer

Kastalia (altgriechisch Κασταλία Kastalía, lateinisch Castalia) ist eine Figur der griechischen Mythologie. Sie war eine delphische Jungfrau, Tochter des Acheloos und Gemahlin des Delphos.
Auf der Flucht vor den Nachstellungen des Apollon stürzte sie sich in eine Weihequelle bei Delphi, welche seither ihren Namen trägt. Das Wasser der Kastalischen Quelle soll denen, die davon tranken oder seinem leisen Plätschern zuhörten, als dichterische Inspiration gedient haben.
In der bildenden Kunst der Neuzeit ist das Thema relativ selten. Bartolomeo di Antonio Ammanati: Brunnenfigur für die Sala Grande im Palazzo Vecchio, 1555–1563 (Florenz, Museo Nazionale del Bargello); Eugène Guillaume: La Nymphe Castalie ou La Source de Poesie, 1883 (Lyon, Musée des Beaux Arts); Edmund von Hellmer: Kastalia im Innenhof der Universität Wien, 1906; Gerhard Marcks: Kastalia 1931–1933 (Gipsfassung im Anger-Museum, Erfurt; Marmor im Gerhard-Marcks-Haus, Bremen).
In der Dichtung findet sich Kastalia auch im Werk von Heinrich Heine.